# St. Marien (Schlettau)

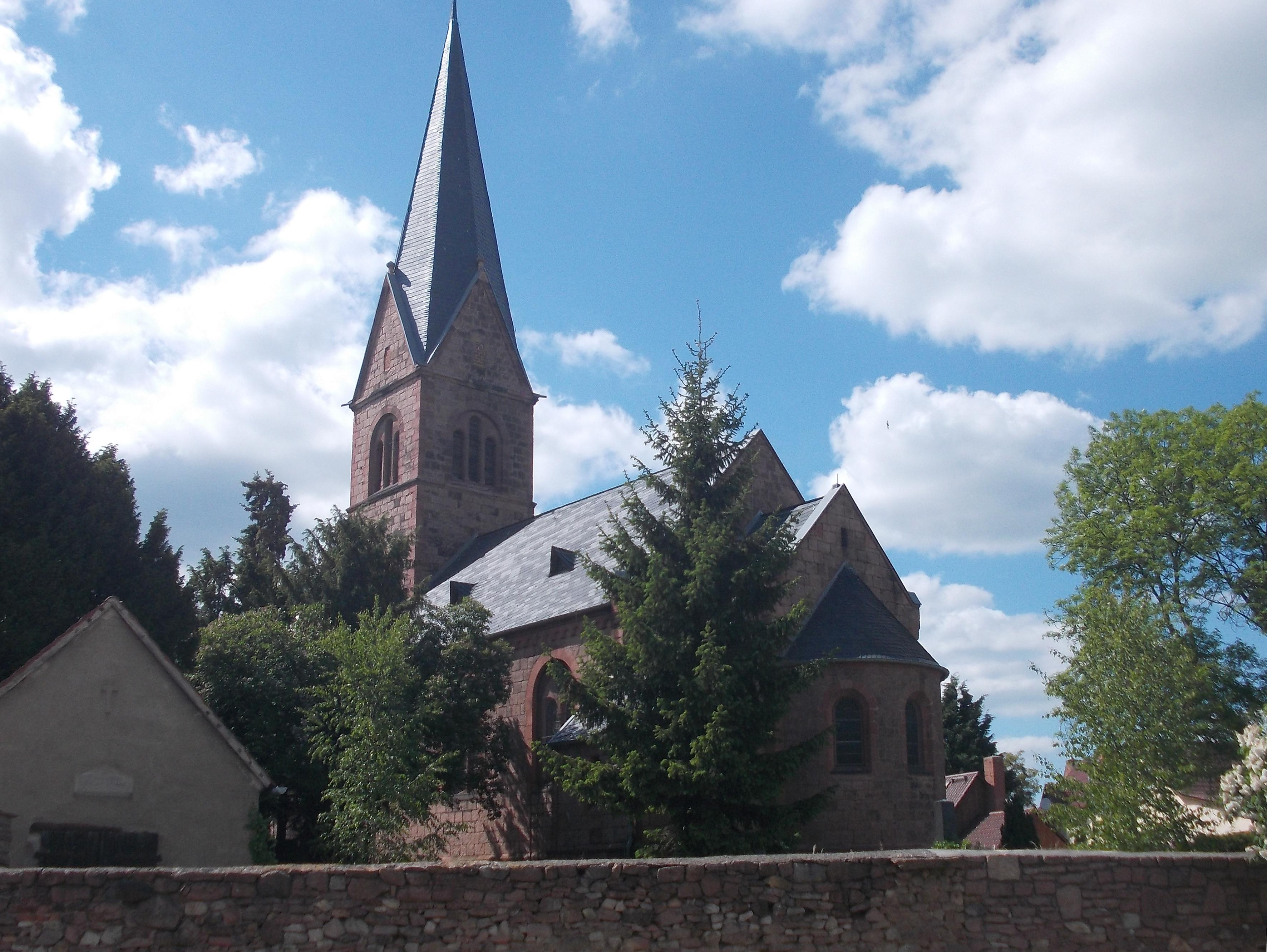
St. Marien in Schlettau

St. Marien ist eine denkmalgeschützte evangelische Kirche im Ortsteil Schlettau des Ortes Löbejün der Gemeinde Wettin-Löbejün in Sachsen-Anhalt. Im örtlichen Denkmalverzeichnis ist sie unter der Erfassungsnummer 094 55256 als Baudenkmal verzeichnet.

## Kirche
Patronin des Sakralgebäudes ist Maria. Die heutige Kirche ist ein Neubau von 1895, die eine Kirche aus dem 13. Jahrhundert ersetzte. Einige sakrale Elemente, wie der Taufstein und ein Bildstein mit einem bärtigen Mann mit Schwert, im Inneren der Kirche stammen vom Vorgängerbau und sind damit älter als die Kirche selbst. Das Gebäude wurde im Stil der Neoromanik aus Bruchstein errichtet.

## Kriegerdenkmal
Auf dem Gelände der Kirche befindet sich das Kriegerdenkmal für die Gefallenen des Ersten Weltkriegs. Es handelt sich dabei um ein Grab, doch statt des Grabsteines wurde an einem Ende eine Stele auf einem mehrstufigen Sockel aufgestellt. Verziert wird die Stele von einem Relief eines Soldaten, der den Kopf nach unten geneigt und sein Gewehr auf den Boden gestellt hat. Die Inschrift auf der Vorderseite am Sockel lautet Unsere Helden, die da starben damit wir leben ehrt dankbar die Gemeinde Schlettau und auf der Rückseite Euer Sieg war knirschendes Verzichten, und Euer Stürmen harte, stolze Pflicht! Des Weiteren wird die Stele von einem Stahlhelm, einem Eichenlaub und einem Eisernen Kreuz verziert. Unter dem Eisernen Kreuz stehen die Namen der gefallenen Soldaten.